# Cheilosia barovskii
Cheilosia barovskii är en tvåvingeart som först beskrevs av Stackelberg 1930.  Cheilosia barovskii ingår i släktet örtblomflugor, och familjen blomflugor. Inga underarter finns listade i Catalogue of Life.